# Síndrome de Muckle-Wells
El síndrome de Muckle-Wells es una enfermedad congénita -presente desde el momento del nacimiento- y poco frecuente, por lo que se considera una enfermedad rara. Está originada por una mutación que afecta al cromosoma 1q44 gen CIAS1, es hereditaria y se transmite según un patrón autosómico dominante. La primera descripción fue realizada en el año 1962 por Thomas James Muckle y Michael Vernon Wells, de cuyos apellidos toma nombre el síndrome.
Los primeros síntomas aparecen en la infancia y consisten en fiebre, urticaria y fenómenos inflamatorios que afectan a las articulaciones -artritis- y conjuntivas -conjuntivitis-, más adelante aparece pérdida de audición de origen neurosensorial. Una de las complicaciones más importantes que ocurre en estos pacientes es depósito de proteína amiloide o amiloidosis que puede provocar insuficiencia renal.
El síndrome de Muckle-Wells se incluye dentro del grupo de trastornos llamados síndromes periódicos asociados a criopirina, en el que también se encuentra el síndrome autoinflamatorio familiar inducido por el frío, con el que guarda muchas similitudes y está provocado por una mutación en el mismo gen.